# ウィリー・ベックル

ウィリー・ベックル（ドイツ語: Willy Böckl, 1893年1月27日 - 1975年4月22日）は、オーストリア・クラーゲンフルト出身の男性フィギュアスケート選手（男子シングル）。
1924年シャモニーオリンピック、1928年サンモリッツオリンピック両五輪銀メダリスト。1925年、1926年、1927年、1928年世界フィギュアスケート選手権優勝。

## 経歴
- 1923年、1925年、1926年、1927年、1928年ヨーロッパフィギュアスケート選手権 優勝。
- 1924年シャモニーオリンピックで銀メダル獲得。
- 1925年、1926年、1927年、1928年世界フィギュアスケート選手権 優勝。
- 1928年サンモリッツオリンピックで2大会連続の銀メダルを獲得。引退後はアメリカに渡り、コーチとして活動。
- 1975年4月22日、死去。
- 1977年世界フィギュアスケート殿堂入り。

## ブロックルジャンプ
ベックルはインサイドアクセルジャンプを考案した人物で、この技はベックルジャンプ（英語: boeckl jump）とも呼ばれる。ベックルは日本では音が変わって、ウィリー・ブロックル（ドイツ語: Willy  Bröckl）と呼ばれており、この技もブロックルジャンプと言われた。

## 主な戦績
| 大会/年      | 1912-13 | 1913-14 | 1922-23 | 1923-24 | 1924-25 | 1925-26 | 1926-27 | 1927-28 |
| ------------ | ------- | ------- | ------- | ------- | ------- | ------- | ------- | ------- |
| オリンピック |         |         |         | 2       |         |         |         | 2       |
| 世界選手権   | 2       | 3       | 2       | 2       | 1       | 1       | 1       | 1       |
| 欧州選手権   | 3       | 3       | 1       |         | 1       | 1       | 1       | 1       |